# Audio Interchange File Format
Audio Interchange File Format (AIFF) es un estándar de formato de audio usado para almacenar datos de sonido en computadoras personales. El formato fue coodesarrollado por Apple Inc. en 1988 basado en el IFF (Interchange File Format) de Electronic Arts, usado internacionalmente en las computadoras Amiga y actualmente es muy utilizado en las computadoras Apple Macintosh. AIFF también es el utilizado por Silicon Graphics Incorporated.
Los datos de audio en el estándar AIFF no están comprimidos, almacenándose los datos en big-endian y emplea una modulación por impulsos codificados (PCM). También hay una variante del estándar donde sí que existe compresión, conocida como AIFF-C o AIFC, con varios códecs definidos. 
El estándar AIFF es uno de los formatos líderes, junto a SDII y WAV, usados a nivel profesional para aplicaciones de audio ya que, a diferencia del conocido formato con pérdidas MP3, este es un formato de audio sin compresión, lo que ayuda a un rápido procesado de la señal pero con la desventaja del gran espacio en disco que supone: alrededor de 10 MB para un minuto de audio estéreo con una frecuencia de muestreo de 44.1 kHz y 16 bits. Además el estándar da soporte a bucles para notas musicales para uso de aplicaciones musicales o samplers.
Las extensiones de archivo para el formato estándar AIFF es .aiff o .aif. Para las variantes comprimidas se supone que es .aifc, pero las anteriores también son aceptadas por las aplicaciones que soportan este tipo de formato.

## Subtipos AIFF

### AIFF-C
Con el desarrollo del sistema operativo Mac OS X, Apple en segundo plano creó un nuevo formato AIFF, alternativo, con ordenación little-endian. No hay casi nada documentado sobre el propósito de la nueva creación de este formato y es que es algo que Apple no ha discutido de forma explícita. Apple utiliza este nuevo little-endian AIFF como su estándar en Mac OS X.
Debido a que la arquitectura AIFF no tiene provisión para otro tipo de ordenación de los bytes, Apple usó la arquitectura de compresión AIFF-C, creando un códec de pseudo-compresión llamado sowt. La extensión que se suele emplear es la .afc. La única diferencia entre el estándar AIFF y el AIFF-C/sowt es la ordenación y no la compresión empleada.
Cuando un archivo se importa o exporta desde iTunes, realmente es un AIFF-C. Se comprime. Cuando el audio de un CD de audio se importa mediante el arrastre de sus pistas el escritorio, el archivo resultante también es un AIFF-C. En todos los casos Apple se refiere simplemente como AIFF lñser documentado, pero se plantea la posible proveniencia de la palabra inglesa twos, la designación para el formato twos-complement. Para la mayoría de usuarios esto es tan imperceptible como irrelevante.
La calidad de sonido para un AIFF como para un AIFF-C es exactamente idéntica, pudiéndose convertir de uno en otro sin ninguna pérdida, además ambos se pueden reproducir en los Mac OS X, incluyéndose los nuevos basados en tecnología Intel.
A partir de Mac OS X 10.4.9 muchos programas sólo pueden exportar AIFF-C, como por ejemplo, QuickTime Pro, y Digital Performer 5.11. Cuando se selecciona formato AIFF, realmente se escribe como el anterior mencionado. Este no era el caso de versiones anteriores a la 10.4.8 (inclusive).
Sin embargo, esto no ocurre con todos los programas, ya que, por ejemplo, iTunes y Logic Express, siguen de forma adecuada exportando sus archivos en AIFF.
Este cambio presenta posibles problemas de compatibilidad entre los sistemas que sólo utilizan AIFF, y archivos escritos en OS 10.4.9 como AIFF-C. Por ejemplo, el disco duro Alesis HD24 puede trabajar con archivos AIFF, sin embargo con AIFF-C, como los creados en la versión 10.4.9 del Mac Os X, no son compatibles.

### AIFF LPCM
En un principio se usó como un estado de formato inicial o medio, es decir, para archivos maestro de audio captados en directo, capturados digitalmente o reformateados desde fuentes analógicas.
Realmente es un archivo AIFF, pero usando una modulación PCM Linear.

## Bucles de Apple AIFF
Apple también ha creado otra extensión reciente para el formato AIFF en la forma de Apple Loops, que se usa en las aplicaciones GarageBand y Logic Studio, de la misma compañía. Ésta permite la inclusión de datos como los cambios de nota o tempo por un programa y datos sobre una secuencia MIDI que referencia al GarageBand.
AppleLoops también usa las extensiones.aiff o.aif.

## Formato de datos
Un fichero AIFF se divide ciertas partes (chunks). Cada uno de ellos se identifica como chunk ID muchas veces referido a un FourCC (código con el que se identifica cada códec, generalmente de 4 caracteres en ASCII).
Los chunks en los AIFF son los siguientes:
| Common Chunk               | Información sobre el sonido como el bit-rate o el tamaño de cada muestra (obligatorio)          |
| Sound Data Chunk           | Marcos de la muestra que conforman las muestras de sonido (obligatorio)                         |
| Form Chunk                 | Formato AIFF o AIFF-C. Contiene los demás chunks del fichero                                    |
| Format Version Chunk       | Versión sobre la especificación AIFF-C de acuerdo a la estructuración del archivo (sólo AIFF-C) |
| Marker Chunk               | Marcadores para apuntar las sucesivas posiciones de los datos de sonido                         |
| Comments Chunk             | Comentarios sobre los marcadores en el fichero.                                                 |
| Sound Accelerator Chunk    | Información orientada al permiso de aceleración de descompresiones                              |
| Instrument Chunk           | Define los parámetros básicos que un instrumento puede usar para hacer un play-back             |
| MIDI Data Chunk            | Información MIDI                                                                                |
| Audio Recording Chunk      | Información perteneciente al dispositivo de grabación empleado                                  |
| Application Specific Chunk | Información específica a ciertas aplicaciones                                                   |
| Name Chunk                 | Nombre del sonido                                                                               |
| Author Chunk               | Autor(es) o creador(es) de la grabación                                                         |
| Copyright Chunk            | Información copyright                                                                           |
| Annotation Chunk           | Posibles comentarios                                                                            |

Por ejemplo, el chunkID dentro del Common Chunk, sería:
```
#define CommonID 'COMM'

typedef struct {
  ID             chunkID;
  long           chunkSize;

  short          numChannels;
  unsigned long  numSampleFrames;
  short          sampleSize;
  extended       sampleRate;
} CommonChunk;

```

## Aplicaciones de edición compatibles
- Final Cut Express
- iMovie
- Pro Tools
- Ableton Live
- Sound Studio (programa de Felt Tip)
- Cubase
- Soundtrack Pro
- iTunes
- Sound Forge (en inglés)
- WaveSurfer
- Winamp
- Adobe Audition y Adobe Premiere
- Audacity
- Reason
- Reproductor de Windows Media
- AIMP
- Logic Pro X